# ハンス・フォン・オイラー＝ケルピン
ハンス・カール・アウグスト・ジモン・フォン・オイラー＝ケルピン（Hans Karl August Simon von Euler-Chelpin, 1873年2月15日 – 1964年11月6日）は、ドイツ・アウクスブルク出身のスウェーデンの化学者。1929年にノーベル化学賞を受賞した。

## 来歴
ミュンヘンで士官の子として生まれ、ヴァッサーブルク出身の祖母に大きな影響を受けて育った。学校はアウクスブルク、ミュンヘン、ヴュルツブルク、ウルムを転々としていた。1891年にミュンヘンの美術アカデミーに入学するも1892年には化学に転向し、ベルリンに移って1895年に卒業した。1902年にスウェーデン市民となったが、第一次世界大戦ではドイツ軍の兵士として参戦し、第二次世界大戦でもドイツ側に立っていた。2度の結婚を経験し、9人の子を儲けたが、そのうちの1人は後にノーベル生理学・医学賞を得ることとなるウルフ・スファンテ・フォン・オイラーである。
ゲッティンゲン大学とストックホルム大学で物理化学に関する研究をした後、1898年に物理化学の講師として教育と活動を行った。また、1906年にはストックホルム大学の一般化学と有機化学の教授となった。1922年にはドイツ自然科学者アカデミー（レオポルディナ）の会員となり、1929年には大学の生化学およびビタミンの研究所の責任者となった。

## 業績
1929年のノーベル賞は彼の炭水化物のアルコール発酵の研究に対して与えられた。研究の過程で酵素が補因子とアポ酵素から成っていることを発見した。また、物理化学の手法を用いて酵素反応を説明することができた。その後の1931年にはニコチンアミドアデニンジヌクレオチド（NAD）の構造を解明し、退職後はがん研究を行うなど、生化学に大きな功績を残した。